# Langhals & Dickkopp
Langhals & Dickkopp sind ein saarländisches Musik-Comedy-Duo aus Marpingen, Saarland.

## Geschichte
Seit 1993 treten Jürgen Brill und Uli Schu unter dem Bandnamen Langhals & Dickkopp auf. Vorher nannten sie sich Harakatz & ali und gewannen unter diesem Namen 1986 bei der St. Ingberter Pfanne einen Sonderpreis, den der Saarländische Rundfunk und die Saarbrücker Zeitung eigens für sie gestiftet hatten. 2012 belegten sie beim 67. Trierer Comedy Slam den zweiten Platz. Sie schrieben 17 Bühnenprogramme und haben 10 CDs veröffentlicht. Seit 2015 sprechen sie die Radiocomedyreihe "De Sepp on de Erisch" für SR3.

## Diskografie
- 1997: Mein erster Grammy (SR)
- 1998: Montagmorgen Sieben nach halb Acht
- 1999: Klasse, Jürgen! Subber, Uli! (SR)
- 1999: Mussik, Sprooch un Wein (Sampler, SWR)
- 2000: Famamoiemonommonomäbingemama
- 2002: Die nou Platt
- 2006: Watt e Gleck
- 2008: Sprachfarben (Sampler, SR)
- 2011: Dehäm ous derr Fieß
- 2017: Waddannoch

## Filmografie
- 2015 – 2018: Sketchreihe von Werbespots für SR3 im SR-Fernsehen
- 2015: Saarland Album für den Saarländischen Rundfunk
- 2019: Schärlock Brill und Dr. Schu – Comedyserie für den Saarländischen Rundfunk

## Bühnenprogramme
- 2011 – 2014: Dehäm ous derr Fieß
- 2015: Wor doch nur Schbass (Best of)
- 2015 – 2016: Die SR3 Comedyshow (mit "The Biegels")
- 2015 – 2019: Waddannoch?
- seit Dezember 2019: De Johnny hat hout Geburtsdach